# Les Feux de l'été (film, 1958)
Pour les articles homonymes, voir Les Feux de l'été.
Pour plus de détails, voir Fiche technique et Distribution.

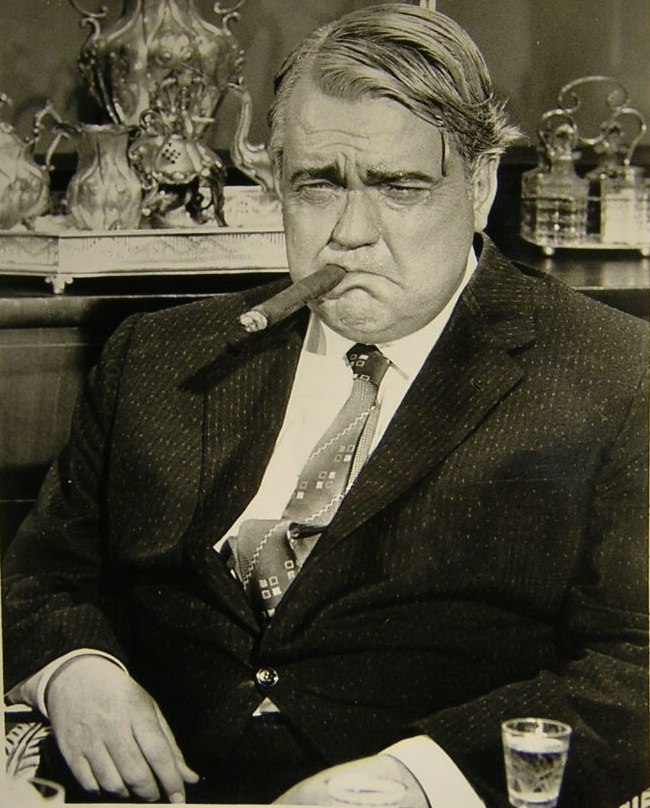
Orson Welles

Les Feux de l'été (The Long, Hot Summer) est un film américain réalisé par Martin Ritt, sorti en 1958. C'est l'adaptation cinématographique du roman Le Hameau (The Hamlet) de William Faulkner. Dans les rôles principaux, on retrouve Orson Welles, Paul Newman, Lee Remick et Joanne Woodward.

## Synopsis
Une petite ville du Sud des États-Unis, Frenchman's Bend (Mississippi), est dominée par la puissante famille Varner, dont le père, Will, âgé de 61 ans, règne en patriarche despote sur sa propre famille :
– son fils Jody, jeune homme faible qu'il aime humilier, et la femme de celui-ci, Eula, écervelée et sensuelle ;
– sa fille Clara, institutrice de 23 ans, à fort caractère, seule à lui résister.
L'ordre établi va être troublé par l'arrivée dans la ville de Ben Quick, un vagabond soupçonné d'être un incendiaire. Arriviste et sans scrupules, il arrive à se faire apprécier de Will Varner qui lui offre un emploi dans son entreprise et le loge chez lui.
Il sera à la base de conflits qui révéleront finalement les personnalités de chacun et permettront un dénouement apaisé.

## Fiche technique
- Titre : Les Feux de l'été
- Titre original : The Long, Hot Summer
- Réalisation : Martin Ritt
- Scénario : Irving Ravetch, Harriet Frank Jr., d'après le roman Le Hameau de William Faulkner
- Chef-opérateur : Joseph LaShelle
- Musique : Alex North
- Montage : Louis R. Loeffler
- Direction artistique : Maurice Ransford et Lyle R. Wheeler
- Décorateur de plateau : Eli Benneche et Walter M. Scott
- Costumes : Adele Palmer
- Société de production : Jerry Wald Productions
- Société de distribution : 20th Century Fox
- Production : Jerry Wald
- Pays de production :  États-Unis
- Langue : anglais
- Genre : Drame
- Format : Couleur - CinemaScope - 35 mm - 2,35:1 - Son : 4-Track Stereo (Westrex Recording System)/mono
- Durée : 115 minutes
- Dates de sortie :
  - États-Unis : 3 avril 1958 (New York)
  - France : 28 mai 1958

## Distribution
- Paul Newman  (VF :  Jacques Beauchey) : Ben Quick
- Orson Welles  (VF :  Jean Davy) : Will Varner
- Joanne Woodward  (VF : Martine Sarcey) : Clara Varner
- Lee Remick : Eula Varner
- Anthony Franciosa  (VF : Jean-Claude Michel) : Jody Varner
- Angela Lansbury  (VF :  Lita Recio) : Minnie Littlejohn
- Richard Anderson  (VF :  Jean-François Laley) : Alan Stewart
- Victor Rodman  (VF :  Pierre Morin) : juge
- Sarah Marshall : Agnes Stewart
- Mabel Albertson : Elizabeth Stewart
- J. Pat O'Malley : Ratliff
- Bill Walker : Lucius

Acteurs non crédités :
- Val Avery : Wilk
- Byron Foulger : Harris

## Production
Le film a été tourné en Louisiane.

## Récompenses
- Prix d'interprétation masculine du Festival de Cannes pour Paul Newman[1].
- Dans le Top Ten du National Board of Review de 1958.

## Remakes
Un remake fut réalisé pour la télévision en 1985, avec Jason Robards, Don Johnson, Ava Gardner et Cybill Shepherd.